# Agrippine – Jung & schön
Agrippine – Jung & schön (Alternativtitel: Agrippina) ist eine französische Zeichentrickserie, die zwischen 2001 und 2002 produziert wurde. Die Serie basiert auf den Agrippina-Comics von Claire Bretécher, die von einer Heranwachsenden und ihren Problemen handeln.

## Handlung
Agrippine ist ein ganz normaler Teenager, der sich mit der Liebe, Stimmungsschwankungen, Bestreben nach Autonomie und Selbstbestimmung und anderen Themen der Pubertät herumschlägt. Dabei kommt es häufiger zu Streitgesprächen mit der Mutter.

## Veröffentlichung
Erstmals wurde die Serie am 12. November 2001 in Frankreich ausgestrahlt. Die deutsche Erstausstrahlung fand am 9. August 2004 auf dem Fernsehsender arte statt. Zudem erschien die Serie als DVD.

## Episodenliste
| Folge | Deutscher Titel                   | Deutsche Erstausstrahlung | Französischer Titel |
| 01    | Die eigenen vier Wände            | 09. August 2004           | Mezzanine           |
| 02    | Die große Depression              | 10. August 2004           | Dépression          |
| 03    | Der Verrat                        | 11. August 2004           | Trahison            |
| 04    | Das Casting                       | 12. August 2004           | Casting             |
| 05    | Der letzte Schrei                 | 13. August 2004           | Aliénation          |
| 06    | Outing                            | 16. August 2004           | Outing              |
| 07    | Die Uroma                         | 17. August 2004           | L’ancêtre           |
| 08    | Das Internetkleid                 | 18. August 2004           | Horrible            |
| 09    | Die beste Freundin                | 19. August 2004           | Jalousie            |
| 10    | „Ich lieb ihn, lieb ihn nicht … “ | 20. August 2004           | Amour               |
| 11    | Das Zeugnis                       | 23. August 2004           | Adoption            |
| 12    | Ein Wochenende ohne Mama          | 24. August 2004           | Éducation           |
| 13    | Ein Mann im Haus                  | 25. August 2004           | Libération          |
| 14    | Klassenfahrt nach Rom             | 27. August 2004           | Rome                |
| 15    | Eine Krankheit mit Folgen         | 30. August 2004           | Déconnexion         |
| 16    | Die neue Mathelehrerin            | 31. August 2004           | Engouement          |
| 17    | Liebe kennt kein Alter            | 01. September 2004        | Répression          |
| 18    | Der Mörder wohnt nebenan          | 02. September 2004        | Imagination         |
| 19    | Urlaub in Griechenland            | 03. September 2004        | Grèce               |
| 20    | Die Wahrsagerinnen                | 06. September 2004        | Spiritisme          |
| 21    | Die liebe Verwandtschaft          | 07. September 2004        | Territoire          |
| 22    | Klempner von Beruf                |                           | Installation        |
| 23    | Cyber-Daddy                       | 08. September 2004        | Peur                |
| 24    | Über Nacht zum Fernsehstar        | 09. September 2004        | Vanité              |
| 25    | Die liegenden Eckzähne            | 10. September 2004        | Hospitalisation     |
| 26    | Geliebter Weihnachtsmann          |                           | Expression          |